# Freida Pinto
Freida Pinto (Mumbai, 18. listopada 1984.) je indijska filmska glumica. Hrvatskoj javnosti najpoznatija je po ulozi Latike u filmu Milijunaš s ulice.
Rođena je u Mumbaiju 1984. godine u katoličkoj obitelji od majke Sylvie i oca Fredericka. Glumom se bavi od 2006. godine.

## Vanjske poveznice
- Freida Pinto u internetskoj bazi filmova IMDb-u (engl.)